# Кассано-алло-Йонио
Кассано-алло-Йонио (итал. Cassano allo Ionio) — город в Италии, располагается в регионе Калабрия, подчиняется административному центру Козенца.
Население составляет 17 277 человек, плотность населения составляет 112 чел./км². Занимает площадь 154 км². Почтовый индекс — 87011. Телефонный код — 0981.
Покровителем населённого пункта считается  священномученик Власий Севастийский. Праздник ежегодно празднуется 3 февраля.